# Charlotte S.
Pour les articles homonymes, voir Charlotte.
Pour plus de détails, voir Fiche technique et Distribution.
Charlotte S. (Charlotte) est un film néerlandais réalisé par Frans Weisz, sorti en 1981.

## Synopsis
Ce film retrace la vie de Charlotte Salomon, artiste peintre allemande de famille juive, déportée et assassinée à Auschwitz pendant la Seconde Guerre mondiale.

## Fiche technique
- Titre : Charlotte S.
- Titre original : Charlotte
- Réalisation : Frans Weisz
- Scénario : Judith Herzberg et Frans Weisz
- Musique : Egisto Macchi
- Photographie : Jerzy Lipman et Theo van de Sande
- Montage : Clarissa Ambach
- Production : Jens-Peter Behrend, Artur Brauner et Mario Gallo
- Société de production : Cineteam Features, Concorde Film Produkte, CCC-Film, BBC, Rai et Sender Freies Berlin
- Pays :  Pays-Bas,  Allemagne de l'Ouest,  Royaume-Uni et  Italie
- Genre : Biopic, drame et guerre
- Durée : 96 minutes
- Dates de sortie : 
  -  Pays-Bas : 26 février 1981

## Distribution
- Birgit Doll : Charlotte Salomon
- Elisabeth Trissenaar : Paulinka
- Brigitte Horney : la grand-mère
- Max Croiset : Albert
- Peter Capell : le grand-père
- Derek Jacobi : Daberlohn
- Buddy Elias : M. Schwartz
- Peter Faber : Frits Blech
- Eric Vaessen : M. Deutscher
- Maria Machado : Mme. Schwartz
- Shireen Strooker : Mukki
- Lous Hensen : Mme. Deutscher
- Yoka Berretty : Mme. Morgan
- Patricia Hodge : la professeure
- Irene Jarosch : Magda
- Leonard Frank : Alexander Loebler
- Shaun Lawton : le journaliste
- Ton Lensink : Dr. Moridini
- Johanna Sophia : Gisela
- Harke de Roos : le conducteur

## Distinctions
Le film a remporté le prix de la meilleure actrice pour Birgit Doll aux Bayerischer Filmpreis.